# Maximilianus Transilvanus

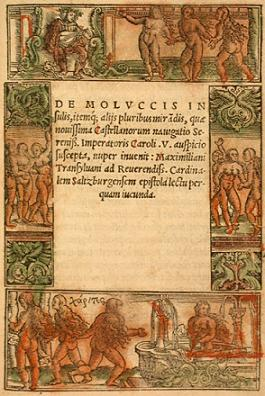
Coberta de la primera edició del llibre De Moluccis Insulis de Maximilià Transilvanus.

Maximilià Transilvanus (Transylvanus, Transylvanianus), també Maximilià de Transsilvània o Maximilià (Maximilian) von Sevenborgen (nascut al voltant 1490 - mort el 1538 a Brussel·les) fou un escriptor del segle de 1500 que va escriure la primera descripció del Primer viatge de circumnavegació completat per Juan Sebastián Elcano (1519-1522).
Maximilià Transylvanus va publicar el 1520 a Augsburg, en llatí, un llibre en què descriu l'esdeveniment en què el Rei d'Espanya Carles I és coronat emperador del Sacre Imperi a Barcelona durant el seu sojorn a Molins de Rei l'any 1519. L'anunci deia: Legatio ad sacratissimum ac invictum Caesarem divum Carolum .... ab reverendissimis et illustrissimis principibus ... qua functus est ...Federicus comes palatinus in Molendino regio ... En aquesta etapa, Maximilià va servir Carles com assistent personal i com a tal seguia de prop el monarca.

## Obres
- LEGATIO MOLENDINO REGIO (1520): ' Legatio ad sacratissimum ac invictum Caesarem divum Carolum .... ab reverendissimis et illustrissimis principibus ... qua functus est ...Federicus comes palatinus in Molendino regio VLT. Novembris Anno MDXIX  (Augsburg: Wirsung Segimon Grimm und Marx, 1520)'[1]

- DE MOLUCCIS INSULIS (1522): Maximiliani Transiluani Caesaris a secretis epistola, de admirabili & novissima hispanorum in orientem navigatione, que auriae, & nulli prius accessae regiones sunt, cum ipsis etia moluccis[2][3][4]
  - Aquest document presenta un error, potser involuntari: Carles V va ordenar l'expedició de Fernão de Magalhães des de Barcelona, no pas des de Saragossa.[5]